# Герб Південного
Герб Південного затверджений 29 травня 2003 року рішенням 24 сесії Южненської міської ради.

## Опис
У синьому полі півкруглого щита срібна вузька перев'язь вправо, правіше від неї обведена по контуру чорним кольором золота конусоподібна крапля, що нависла над золотим ростком, який має дві пелюстки, лівіше — срібний якір з двома лапами.
Щит вписаний в золотий еклектичний картуш, що увінчаний срібною міською короною з трьома бланками (зубцями). Раніше корона була золота, але в 2023 році герб уточнили в зв'язку з тим що золоту міську корону можуть мати тільки обласні центри. Під щитом розташована золота девізна стрічка з написом синього кольору: «Сонце світить усім».

## Значення
Одеський припортовий завод і Морський торговельний порт Південний, завдяки будівництву яких місто виникло і розвивається означені основними частинами своїх емблем.
Подількість, південність і демократизм висловлені в девізі: «Сонце світить усім». Золото символізує багатство, вірність, незрадливість, а срібло — доброт, цнотливість. Синя барва означає чесність, бездоганність, чесноту, воду.